# Gérard du Puy
Gérard du Puy (né au château du Puy à Rosiers-d'Égletons, mort le 14 février 1389 à Avignon) était un prélat français, cardinal, neveu du pape Grégoire XI.

## Légat pontifical
En 1372, déjà pourvu de l'abbaye de Marmoutier dans le diocèse de Tours, Gérard du Puy fut nommé gouverneur de Pérouse et nonce apostolique en Toscane.
Immédiatement après ces nominations, il correspondit avec Catherine de Sienne, au nom de Grégoire XI, et peut-être même sous son nom. Comme nonce, il entra en conflit avec Florence car il soutenait les revendications des nobles Salimbeni à Sienne. Le soutien de du Puy aux Salimbeni provoqua également l'hostilité de Sienne envers les gens de Pérouse.

## Guerre des Huit Saints
Grégoire XI le fit cardinal-prêtre le 20 décembre 1375, avec le titre de Saint-Clément. Il était le cinquième et dernier parent que Grégoire XI créait cardinal, après Jean de Cros (qui avait reçu la pourpre le 30 mai 1371) et Pierre de la Jugie (qui l'avait reçue le 20 décembre 1375).
Il était abbé de Marmoutier (en italien : abate di Monmaggiore) et gouverneur de Pérouse au nom du pape au cours de la guerre des Huit Saints. Il fut chassé par un soulèvement populaire en 1375, et sa fortification de la Porta Sole fut rasée jusqu'au sol. Il avait été forcé de se retirer dans la citadelle (gardée par Bernardon de la Salle) avec son entourage de soldats que dirigeait William Gold, qui avait été refoulé là-bas par le condottiere John Hawkwood, après que des foules s'étaient rassemblées dans la ville en entonnant : « Mort à l'abbé et aux pasteurs de l'Église. »
Hawkwood attendait hors de Pérouse et campait près du Ponte di San Giovanni avec 300 lances tandis que les citoyens de Pérouse défonçaient les routes qui menaient à la citadelle et la bombardaient avec un trébuchet, construit par l'artisan florentin Domenico Bonintende et surnommé cacciaprete (le «chasseur de prêtres » ). On dit d'après des sources locales qu'il aurait projeté mille cinq cents livres de pierres, accompagnées d'excréments et d'animaux vivants. Du Puy capitula le 22 décembre 1375 et fut remis à la garde de Hawkwood le jour après Noël, puis conduit sous escorte comme prisonnier à Césène, où on le laissa sous la garde de Galeotto Malatesta, seigneur de Rimini. Hawkwood persuada du Puy de demander au pape de payer pour lui une rançon de 130 000 florins.

## La fin de sa vie
Après la mort de son oncle Grégoire XI, le 26 mars 1378, du Puy participa au conclave du 7 au 9 avril 1378 qui élut Urbain VI, mais il fut du nombre des cardinaux, presque tous français, avec aussi quelques Italiens, qui quittèrent la cour d'Urbain VI pour Anagni, puis pour Fondi, et le 20 septembre 1378 élurent Robert de Genève sous le nom de Clément VII. Du Puy resta fidèle au pape d'Avignon Clément VII jusqu'à sa mort, qui survint le 14 février 1389.

## Sources
- (en) Cet article est partiellement ou en totalité issu de l’article de Wikipédia en anglais intitulé « Gérard du Puy » (voir la liste des auteurs).